# Молдавские грамоты
Молда́вские гра́моты (укр. Молдовські грамоти) — правовые документы на западнорусском языке с XII по XVIII века, выданные князьями Молдавского княжества.

## Описание
Документы делились на семь групп: дарственные, жалованные, подтверждающие, иммунитетные, судне, продажным, наказные.
- Дарственные грамоты предоставляли монастырям права на землю, села и недвижимое имущество, подаренное хозяином впервые.
- Жалованные — закрепляли права светских (феодалов на землю, села и недвижимое имущество, жалованные хозяином.
- Подтверждающие — подтверждали права феодалов на землю, села и недвижимое имущество, пожаловано ранее хозяином.

- Иммунитетными — закрепляли права монастырей и, как исключение, светских феодалов на сбор налогов.
- Судные — выдавались хозяином после судебного разбирательства и подтверждали права на землю.
- Продажные — подтверждали факт купли-продажи.
- Приказные — выдавались хозяином должностей, лицу для рассмотрения дела на месте происшествия.

Документы имеют ценные сведения об истории Молдавского княжества, как например устройство феодального землевладения, закрепление крепостного права и развитии юридических взаимоотношений. Большая часть документов написана западнорусским языком, который долгое время был официальным языком княжества.